# Monosynamma
Monosynamma is een geslacht van wantsen uit de familie blindwantsen. Het geslacht werd voor het eerst wetenschappelijk beschreven door Scott in 1864 .

## Soorten
Het genus bevat de volgende soorten:

- Monosynamma bohemanni (Fallén, 1829)
- Monosynamma maritima (Wagner, 1947)
- Monosynamma sabulicola (Wagner, 1947)